# Jean Haag
Jean Haag war ein Schweizer Fussballspieler. Er gehörte während der 20er-Jahre zu den besten Fussballern des Landes. Er war zwar klein, aber flink, spielstark und schussgewaltig. Meist spielte er als Verteidiger, oft auch als halbrechter Stürmer. Haag war ein sicherer Penaltyschütze, und seine Weitschüsse waren gefürchtet. Während seiner Karriere spielte er für den FC Neumünster, für den Grasshopper Club Zürich und den FC Young Fellows. Für die Schweizer Nationalmannschaft absolvierte er offiziell 7 Länderspiele und stand im Kader für die Olympischen Sommerspiele 1924 in Paris, wo die Schweiz sensationell die Silbermedaille gewann, Haag als Ersatzspieler jedoch während des Turniers nicht zum Einsatz kam.

## Karriere
Jean Haag begann seine Karriere beim Zürcher Quartierverein Neumünster, den er als Captain erfolgreich Jahr für Jahr zum Ligaerhalt in der Serie A, der damaligen obersten Spielklasse der Schweiz, führte, ehe er 1921 zu den Grasshoppers wechselte. Bei GC etablierte er sich erst als halbrechter Stürmer, ehe er zusammen mit dem Internationalen Gustav Gottenkieny das Verteidigerduo bildete. GC durchlief nach dem Meistertitel von 1921, trotz einem hochdotierten Kader, eine kleinere Baisse, und so wechselte er 1924 zum alten Stadtrivalen FC Young Fellows. Mit YF feierte er 1925 den Ostschweizer Meistertitel. In den Finalspielen um die nationale Meisterschaft scheiterte YF nach einem 0:0 gegen den nachmaligen Meister Servette Genf und einer deutlichen 2:4-Niederlage gegen den FC Bern, wo Haag in der zweiten Hälfte gar verletzt ausschied. YF erreichte 1927 den Final des erst zum zweiten Mal ausgetragenen Schweizer Cups, der allerdings ausgerechnet gegen GC mit 1:3 verloren ging.
Haag absolvierte zwischen 1922 und 1927 für die Schweiz offiziell insgesamt 7 Länderspiele. Sein Länderspieldebüt gab er am 11. Juni 1922 bei der 1:7-Niederlage in Wien gegen Österreich, wo er mit Gottenkieny zusammen die Verteidigung bildete. Bei den Olympischen Sommerspielen 1924 gehörte er zwar zum Aufgebot des Schweizer Teams, das die Silbermedaille gewann, kam jedoch nicht zum Einsatz. Sein letztes Länderspiel absolvierte er am 29. Mai 1927 in Zürich bei der 1:4-Niederlage gegen Österreich, wo er für den verletzten Edmond de Weck eingewechselt wurde. Vergessen ging beim SFV wohl das Länderspiel vom 21. April 1924, einen Monat vor den Olympischen Spielen, als die Schweiz im Basler Rankhof mit 2:0 gegen Dänemark gewann und Haag in der zweiten Hälfte für den verletzten Gottenkieny eingewechselt wurde. Würde dieser Einsatz offiziell zählen, käme Haag auf 8 Länderspiele.
Haag spielte noch bis im Herbst 1929 für YF. In den Fünfzigerjahren präsidierte er seinen alten Stammclub Neumünster, der 1956 neu gegründet wurde, nachdem er 1930 aufgelöst worden war. Ab 1957 spielte Neumünster wieder im Meisterschaftsbetrieb des SFV.